# Hösseringen
Hösseringen (niederdeutsch Hössen) ist ein Ortsteil der Gemeinde Suderburg in der Samtgemeinde Suderburg und liegt im südwestlichen Landkreis Uelzen, Niedersachsen. Der Ort wurde 1247 erstmals urkundlich erwähnt und am 1. Juli 1972 nach Suderburg eingemeindet.

## Geographie
Hösseringen liegt zwischen Hamburg und Hannover in der Lüneburger Heide. Der Ort ist geprägt durch die Landwirtschaft, die Landschaft der Hohen Heide und die umliegenden ausgedehnten Waldgebiete,
die sich im Südwesten bis nach Eschede erstrecken.
Der Ort ist von Endmoränen der vorletzten Eiszeit durchzogen und dementsprechend auf mehreren Hügeln bzw. kleinen Hügelketten gelegen. Ca. 2 km südostwärts des Ortskerns entspringt die Hardau, die nach ihrem weiteren Verlauf durch das Hardautal zwischen Holxen und Holdenstedt in die Gerdau mündet. Die Gletscher haben nach ihrem Rückzug Lagerstätten von Mergel und Kieselgur hinterlassen, die alle ausgebeutet wurden.

## Kultur und Sehenswürdigkeiten
- Überregional bekannt ist der Ort durch das ca. zehn Hektar große Areal des Museumsdorfes Hösseringen. Das Museumsdorf ist auch Ausgangspunkt des Waldgeschichtspfades Schooten, der durch das gleichnamige Waldgebiet führt und an zehn Stationen den Wandel von Ackerbau und Forstwirtschaft in der Lüneburger Heide beschreibt.
- In unmittelbarer Nähe zum Museumsdorf befindet sich der Landtagsplatz, der in der Frühen Neuzeit von 1532 bis 1652 Versammlungsstätte des Landtags des Fürstentums Lüneburg war. Die Lüneburger Ritterschaft stellte hier im Jahr 1902 einen Gedenkstein auf. In den 1930er Jahren wurde der Platz in seine heutige Form umgestaltet. Er besteht seitdem aus zahlreichen Findlingen aus den Orten und mit den Ortsnamen des damaligen Kreises Uelzen.
- Hösseringen ist Ausgangspunkt des 26 Kilometer langen Wassererlebnispfades, der sich bis nach Uelzen erstreckt. Stationen dieses Pfades sind die am Dorfteich gelegene Wassertretanlage und der künstlich angelegte Hardausee, in dessen Nähe sich auch ein Camping- und Grillplatz befindet.
- Aussichtsturm Hösseringen, ein 2003 als Träger für Mobilfunksendeantennen erbauter 37,5 m hoher, aus Klinkersteinen gemauerter Turm zwischen Hösseringen und Räber mit einer auf etwa 32 m Höhe liegenden Aussichtsplattform.[3]
- An der Niedersächsischen Mühlenstraße gelegen, befindet sich nahe dem Ortskern auch eine Wassermühle, die jedoch nicht mehr in Betrieb ist.
- Seit der Eröffnung 1957 hat das einstige Waldhotel und Café Bötzelberg die Urlaubsregion Hardautal in Hösseringen mitgeprägt. 2003 wurde es in eine Schönheitsfarm umgewandelt.

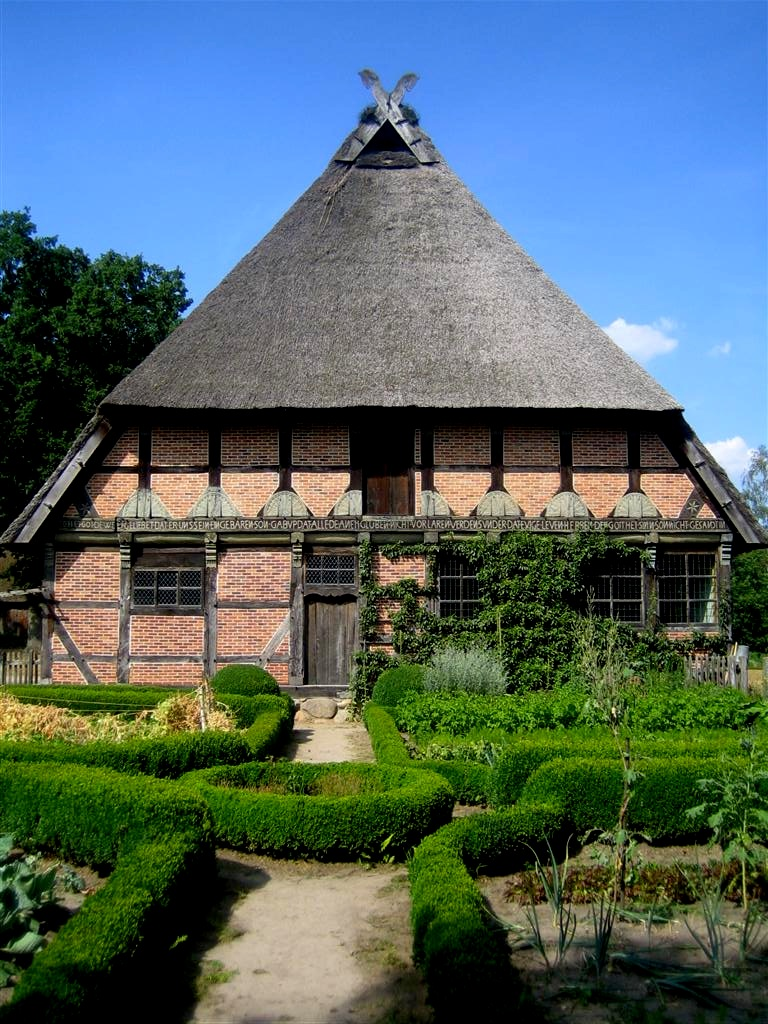
Haupthaus des Brümmerhofs im Museumsdorf, der Hof wurde 1978 aus Moide hierhin umgesetzt
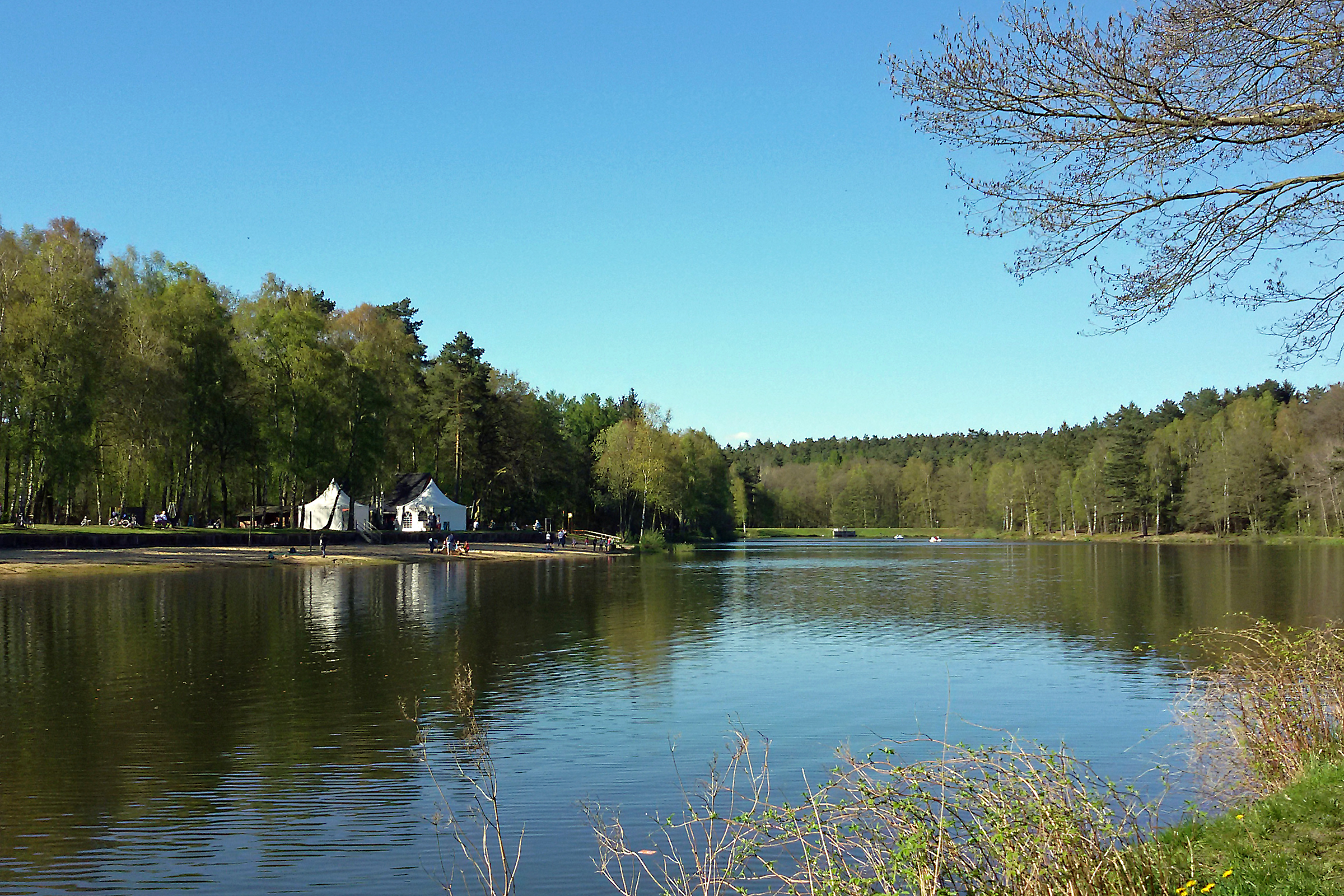
Hardausee
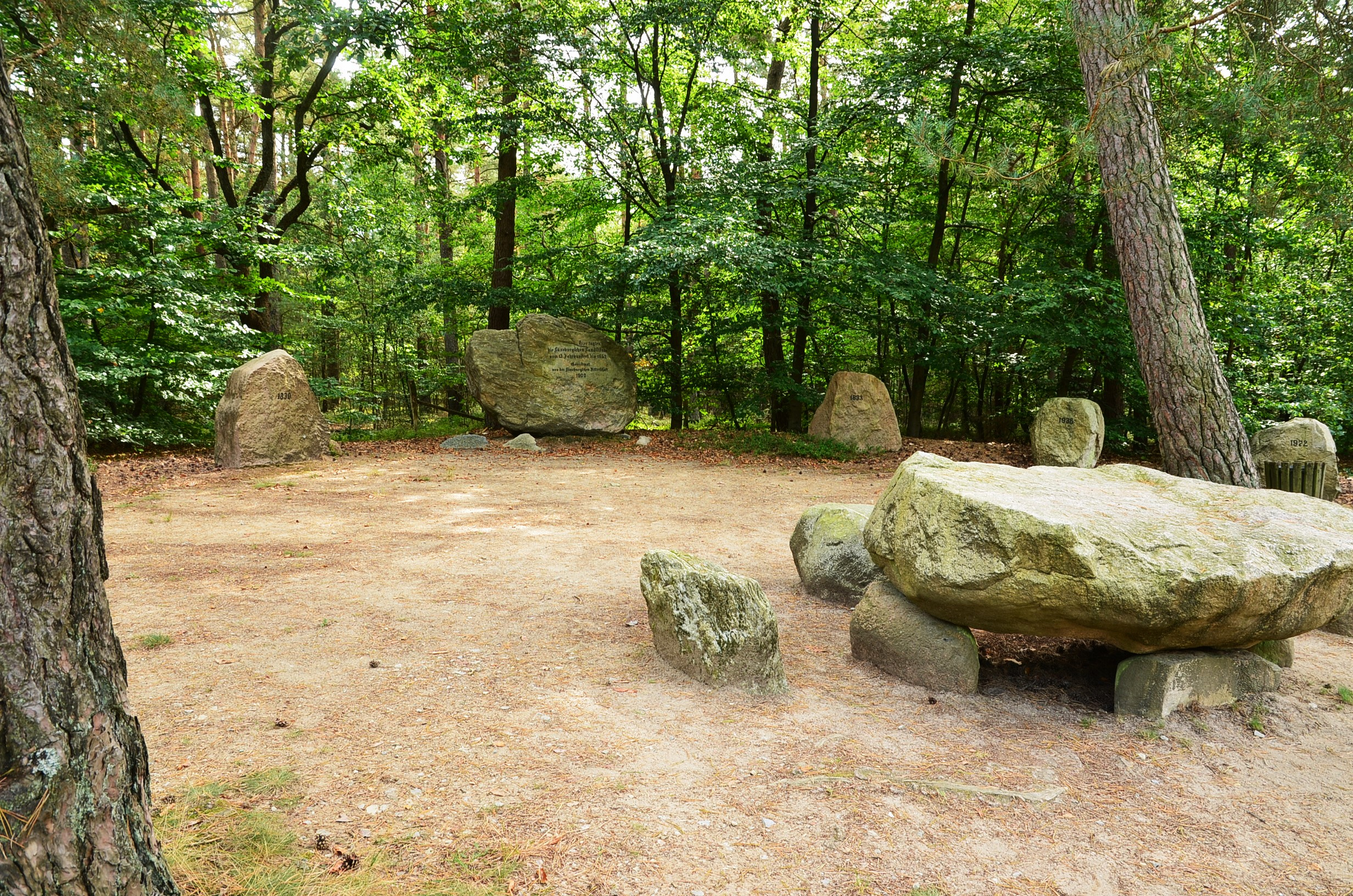
Landtagsplatz
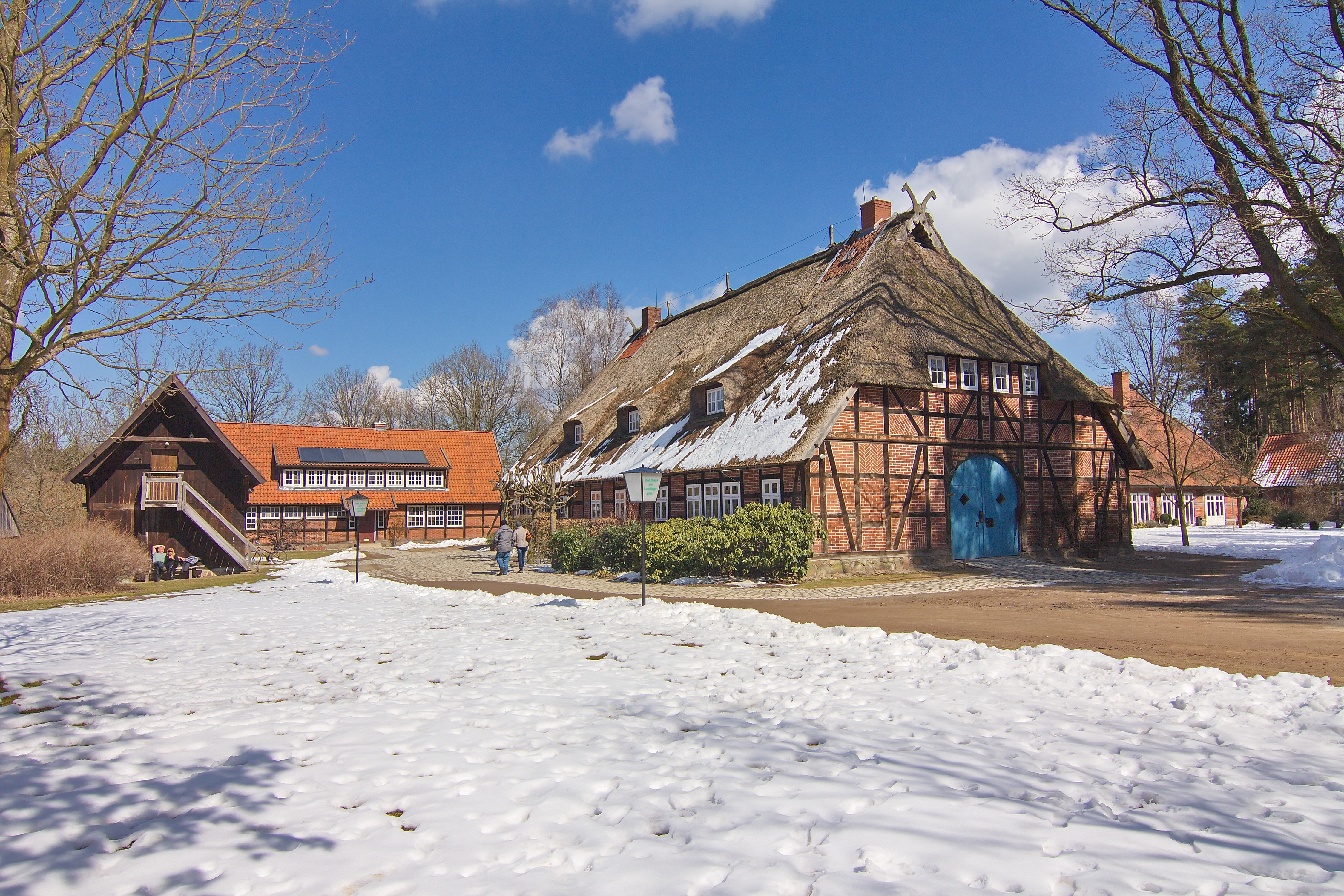
Gaststätte „Haus am Landtagsplatz“
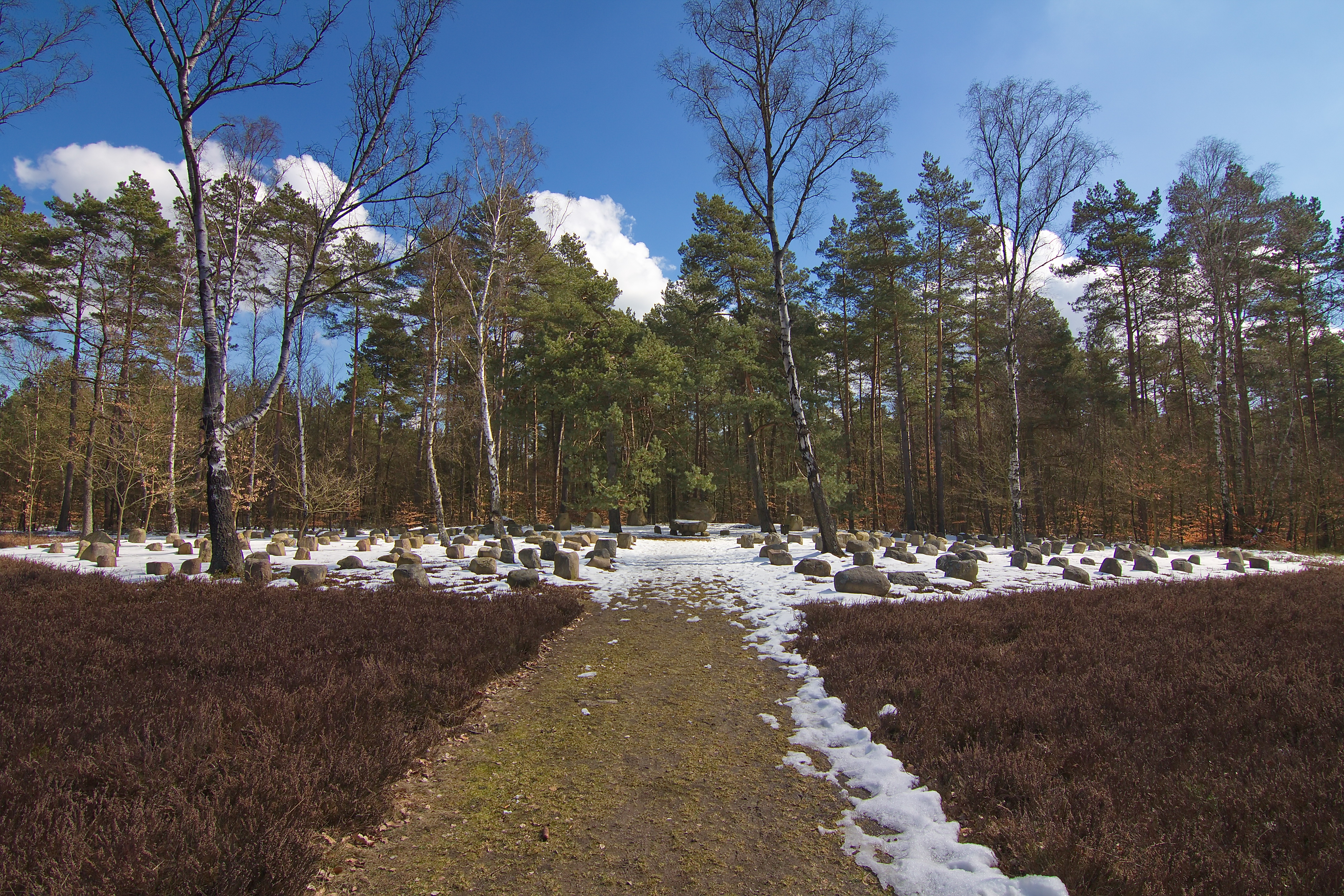
Landtagsplatz
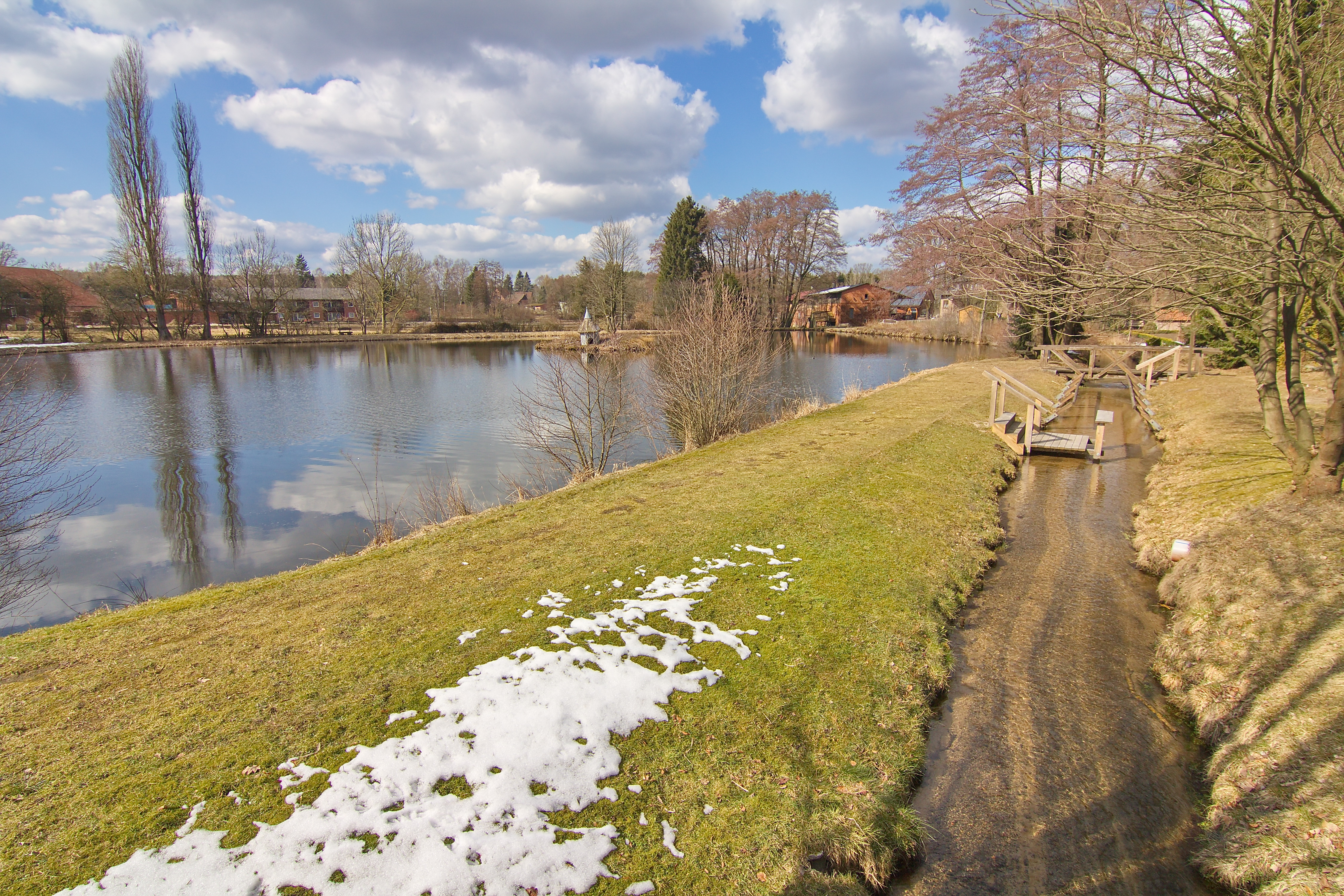
Mühlenteich
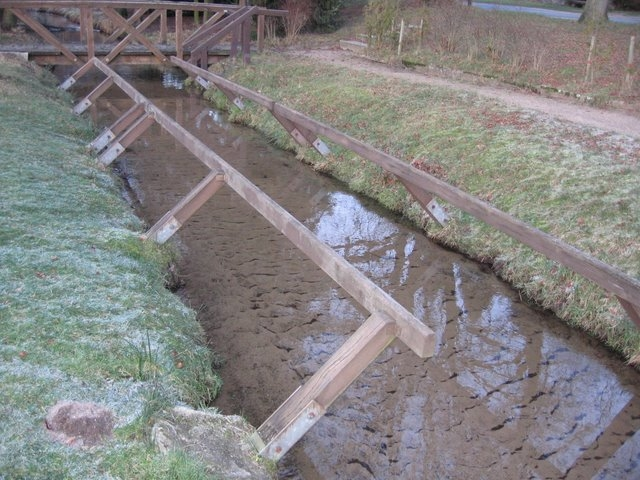
Wassertretanlage

### Vereine und Gruppierungen
Vom aktiven Vereinsleben in Hösseringen zeugen der Sportverein TSV Hösseringen, der Gesangverein Frohsinn e. V. und der Schützenverein „Schootenring“. Darüber hinaus gibt es einen Spielmannszug und den Förderkreis Hösseringen sowie die Freiwillige Feuerwehr.
Einmal im Monat treffen sich die „Plattsnackers“, zumeist im Haus am Landtagsplatz. Alljährlich wird im Hochsommer das Schootenfest gefeiert. Auch wird nahe dem Aussichtsturm alljährlich ein Osterfeuer veranstaltet.
Anfang des Jahres gibt es eine Aussprache zwischen politischen Vertretern und den Bürgern, die sogenannte Bauernrechnung.
Patenkompanie des Ortes ist die AufklLehrKp 90 in Munster. Die Patenschaft besteht nunmehr seit 30 Jahren und wird immer noch aktiv betrieben.